# رونالد فلورین
رونالد فلورین (انگلیسی: Ronald Florijn؛ زادهٔ ۲۱ آوریل ۱۹۶۱) قایقران روئینگ اهل هلند بود.
وی در مسابقات کشوری و بین‌المللی در مجموع برندهٔ ۲ مدال طلا، ۳ مدال نقره، ۱ مدال برنز شده‌است.